# Игнашино (Амурская область)
Игна́шино — село в Сковородинском районе Амурской области России. Входит в городское поселение Рабочий посёлок (пгт) Ерофей Павлович.

## География
Расположено на левом берегу Амура, к юго-западу от районного центра, города Сковородино.
Дорога к селу Игнашино идёт на юго-восток от центра городского поселения, посёлка городского типа Ерофей Павлович, расстояние — около 70 км.
В 8 км северо-восточнее села в долине реки Игнашихи находится минеральный источник, возле которого в 1891 году был открыт Игнашинский минеральный курорт (просуществовал до 1940 года).

## История и топонимика
Село основано в 1857 г. и названо по имени стоявшей здесь в XVII веке крестьянской слободы Игнашино, в свою очередь названной так по фамилии крестьянина Игнашина, произошедшей от ласкательного имени Игнатий — Игнаша, Игнашка, Игнатка, Игоня, Игоша; Игнатий переводится как «неведомый, неизвестный не родившийся».

## Инфраструктура
- Пограничная зона

## Население
| 2002 | 2010 | 2012 | 2013 | 2014 | 2015 | 2016 |
| ---- | ---- | ---- | ---- | ---- | ---- | ---- |
| 334  | ↘189 | ↘182 | →182 | ↗184 | →184 | ↘181 |
| 2017 | 2018 |      |      |      |      |      |
| ↘178 | ↗179 |      |      |      |      |      |